# Droga krajowa B249 (Niemcy)
Droga krajowa 249 (Bundesstraße 249, B 249) – federalna niemiecka droga krajowa przechodząca przez kraje związkowe Hesja i Turyngia. Liczy 72 km długości i biegnie z Eschwege do okolic Ebeleben, gdzie łączy się z drogą krajową B4.